# Aeolian (album)
Aeolian è il terzo album in studio del gruppo musicale tedesco The Ocean, pubblicato il 25 novembre 2005 dalla Metal Blade Records.

## Descrizione
Il disco rappresenta il seguito di Fluxion ed è stato realizzato nelle medesime sessioni di registrazione. Contrariamente al precedente album, tuttavia, Aeolian si caratterizza per le sonorità più pesanti, con parti in growl e sezioni poliritmiche.
Tra i dieci brani in esso presenti vi è anche Queen of the Food-Chain, unico estratto nonché una delle prime canzoni scritte dal chitarrista Robin Staps una volta costituito il gruppo e già suonato nei primi concerti datati 2002.

## Tracce
Testi e musiche di Robin Staps, eccetto dove indicato.
1. The City in the Sea – 7:33 (testo: Edgar Allan Poe)
2. Dead Serious & Highly Professional – 1:28
3. Austerity – 9:40
4. Killing the Flies – 7:13
5. Une saison en Enfer – 4:58
6. Necrobabes.com – 2:14
7. One with the Ocean – 2:35
8. Swoon – 5:00
9. Queen of the Food-Chain – 7:10
10. Inertia – 6:42

Traccia multimediale
1. Queen of the Food-Chain (Video) – 7:45

## Formazione
Gruppo
- Torge Liessmann – batteria
- Jonathan Heine – basso
- Gerd Kornmann – percussioni, tool
- Robin Staps – chitarra, programmazione
- Meta – voce
- Nico Webers – voce
- Tomas Hallbom – voce
- Sean Ingram – voce
- Nate Newton – voce
- Ercüment Kasalar – voce
- Carsten Albrecht – voce

Produzione
- Robin Staps – registrazione, produzione
- Magnus Lindberg – mastering